# JubJam

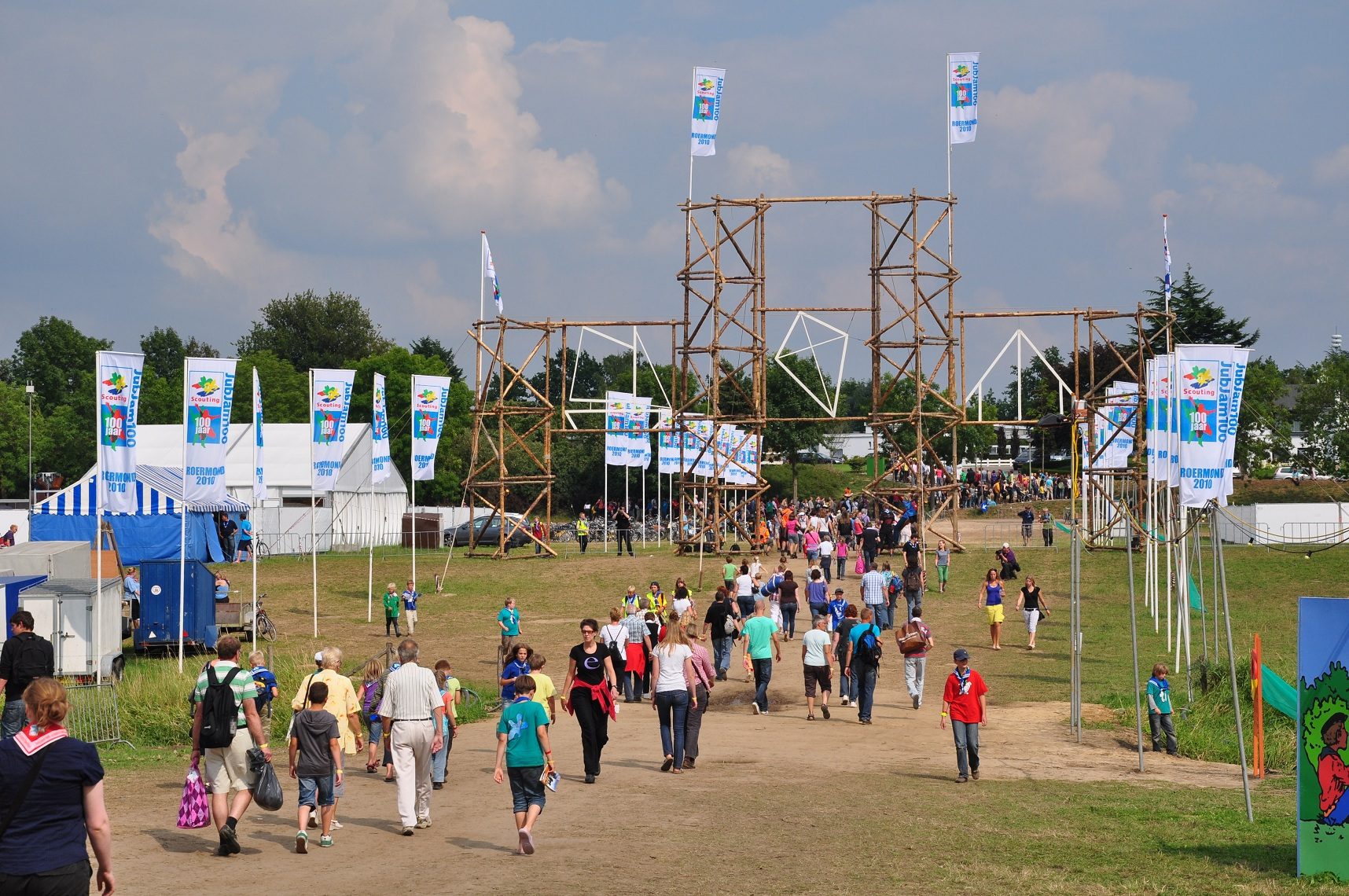
Hoofdingang van JubJam 100.

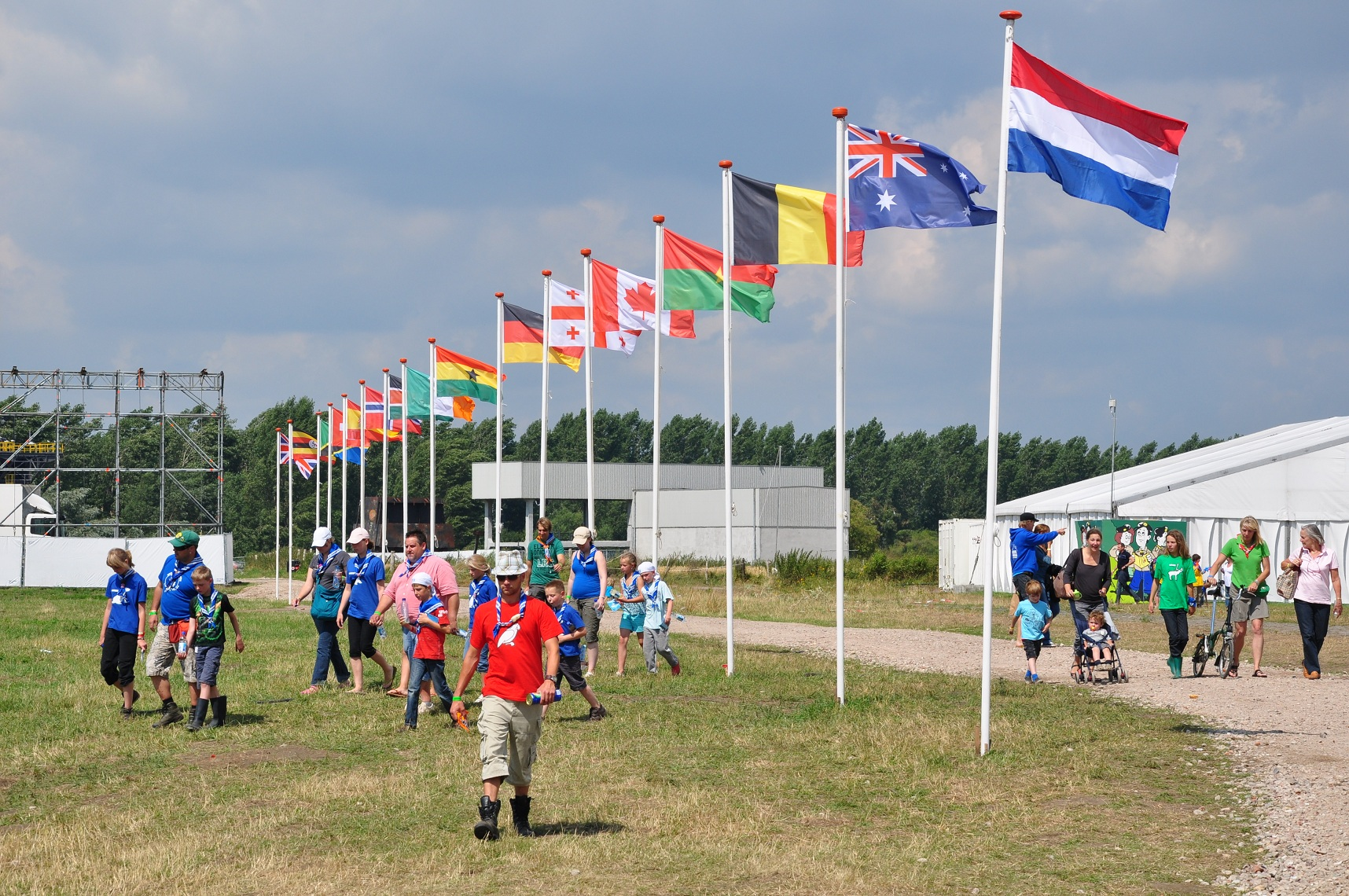
JubJam was een internationaal evenement met scoutinggroepen uit diverse andere landen.

JubJam is de afkorting voor Jubileum Jamboree. Ter ere van het 75-jarig bestaan van Scouting Nederland werd in 1985 een jamboree gehouden bij park Berg en Bos in Apeldoorn. In 2010, bestond Scouting Nederland 100 jaar en werd besloten om dit wederom te vieren met een JubJam deze werd gehouden bij Roermond. De naam is als grapje bedacht (Yab Yum was een bekend bordeel in Amsterdam) maar groeide uit tot de officiële naam van het evenement.
Het evenement werd als Nawaka gevierd, dus in de vorm van een zomerkamp rond het water.